# ロジャー・ド・モンゴメリー (初代シュルーズベリー伯)
初代シュルーズベリー伯ロジャー・ド・モンゴメリー（Roger de Montgomery, 1st Earl of Shrewsbury, ? - 1094年）は、イングランド貴族。父はモンゴメリー領主ロジェ・ド・モンゴメリーで、モンゴメリー家の一員であった。おそらく、ウィリアム征服王の曽祖父であるノルマンディー公リシャール1世の妻グンノールの甥にあたると思われる。父ロジェはノルマンディー中部、主にディーヴ川流域に広大な領地を所有しており、息子のロジャーはそれを相続した。

## 生涯
ロジャーは1055年に父の領地を相続した。1066年1月頃に開催されたリルボンヌ会議の頃には、ウィリアム征服王の主要顧問の一人となり、会議で主要な役割を果たした。1066年のイングランド侵攻当初は、ロジャーは従軍せず、ノルマンディーの統治を支援するために留まったとされている。しかし、ウァースの『ルー物語』によれば、ロジャーはヘイスティングズの戦いにおいてノルマン軍の右翼を指揮し、1067年にウィリアム征服王と共にノルマンディーに戻ったとされている。
その後、ロジャーはイングランド王国の防衛にとって極めて重要な2つの地域の領地を託された。1067年末か1068年初頭、ウィリアムはロジャーに現在のウェスト・サセックスのほぼ全域、計83の荘園を与えた。これはドゥームズデイ・ブック（1086年）当時、アランデル領として知られていた地域であった。また1071年頃、ロジャーはシュロップシャー州の領地を与えられたが、これは州全体の8分の7に相当した。また、シュルーズベリー伯にも叙せられたが、伯位が領地と同時に与えられたかは定かではなく、数年後であった可能性がある。1083年、ロジャーはシュルーズベリー修道院を創建した。
ロジャーは、ウィリアム征服王の治世下、イングランドにおいて6人ほどいた有力貴族の一人であった。アランデル領は最終的に2つの領地に分割され、1つはアランデル領の名を引き継ぎ、もう1つはチチェスター領と呼ばれた。
ロジャーはサセックスとシュロップシャーの領地に加え、サリー（4つの荘園）、ハンプシャー（9つの荘園）、ウィルトシャー（3つの荘園）、ミドルセックス（8つの荘園）、グロスターシャー（1つの荘園）、ウスターシャー（2つの荘園）、ケンブリッジシャー（8つの荘園）、ウォリックシャー（11の荘園）、スタッフォードシャー（30の荘園）にも領地を所有していた。ロジャーの領地からの収入は年間約2,000ポンドに達し、1086年にはイングランド全体の領地からの収入は約72,000ポンドであった。この2,000ポンド（2022年の価値で数百万ポンドに相当）は、国のGDPのほぼ3%に相当した。
1087年にウィリアム1世が死去した後、ロジャーは他の反乱軍と合流し、1088年の反乱で新たに即位したウィリアム2世を倒そうとした。しかし、ウィリアム2世はロジャーを説得して反乱を放棄させ、自分に味方させた。これはロジャーにとって有利に働き、反乱軍は敗北し、イングランドにおける領地を失った。

## 結婚と子女
ロジャーは、ノルマンディーとメーヌの国境にまたがる広大な領土の相続人であったメイベル・ド・ベレームと結婚した。中世の年代記作者オルデリック・ヴィタリスは、メイベル・ド・ベレームを狡猾で残酷な女性としている。メイベルは、おそらく1077年12月に、ヒュー・ビュネルとその兄弟によって殺害された。彼らは、メイベルの城であるビュール＝シュル＝ディーヴに馬で乗り込み、ベッドに横たわっている彼女の首をはねた。殺害の動機は、メイベルがビュネルの父方の相続財産を奪ったことであった。ロジャーとメイベルの間には10子が生まれた。
- ロバート・オブ・ベレーム（1052年頃 - 1131年没） - 1082年にアランソン伯となる。弟ヒューの後を継ぎ、第3代シュルーズベリー伯となった。ポンテュー女伯アグネスと結婚した[13]。
- ヒュー・オブ・モンゴメリー（1098年没） - 第2代シュルーズベリー伯、子を残さずに死去した[14]。
- ロジャー・ド・ポワトヴァン（1060年代 - 1140年以前） - イエモワ子爵。アデルモード・ド・ラ・マルシュと結婚した[15]。
- フィリップ - 「文法学者」[16]
- アルヌルフ[16]（1066年頃 - 1118/22年） - アイルランド上王ムルヘルタハ・ウア・ブリアンの娘ラフラコタと結婚した[17]。
- シビル - クルリー領主ロバート・フィッツハモンと結婚した[18]。
- エマ - アルメネッシュ修道院長[19]
- マティルダ（モード、1085年頃没） - ウィリアム征服王の異父弟[20]のモルタン伯ロバートと結婚した[21]。
- メイベル - ユーグ・ド・シャトーヌフと結婚した[16]。
- ロジャー - 早世

その後、ロジャーはアデレード・デュ・ピュイゼと結婚し、1男をもうけた。
- エヴェラード - 修道士

1094年にロジャーが死去した後、その領地は分割された。長男のロバート・オブ・ベレームはノルマンディーの領地の大部分（および母の領地）を相続し、次男のヒューはイングランドの領地の大部分とシュルーズベリー伯領を相続した。ヒューの死後、長男ロバートが伯領を継承した。